# Rynsztunek

Rynsztunek z XVI w.

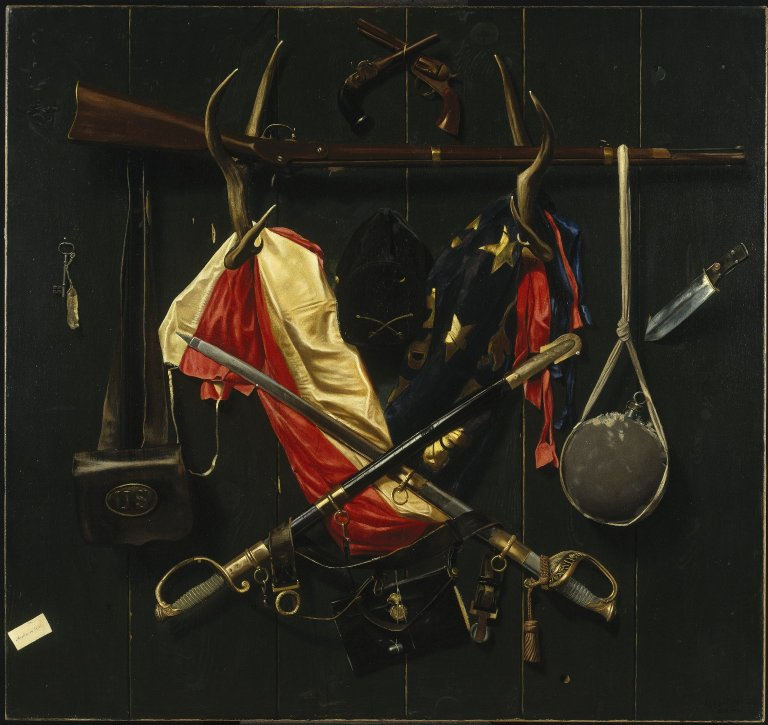
Rynsztunek z XIX w.

Rynsztunek (od niem. rüstung, także: rystunek, rysztunek) – ogół uzbrojenia i oporządzenia składającego się na wyposażenie indywidualne żołnierza. W wojsku polskim termin używany od XVI wieku (współcześnie już niestosowany).
Przykładowe elementy rynsztunku:
- Broń (biała, palna).
- Hełm i zbroja (lub jej elementy).
- Pas, ładownica, bandolier, tornister, manierka itp.